# Ithell Colquhoun
Ithell Colquhoun, pseudonimo di Margaret Colquhoun (Shillong, 9 ottobre 1906 – Cornovaglia, 11 aprile 1988), è stata una pittrice, scrittrice ed esoterista britannica.
Stilisticamente la sua opera d'arte era affiliata al surrealismo. Alla fine degli anni '30, Colquhoun faceva parte del Gruppo Surrealista Britannico (British Surrealist Group) prima di essere espulsa perché si rifiutava di rinunciare alla sua associazione con gruppi di occultismo. Si dedicò per tutta la vita all'esoterismo alla ricerca del femminile sacro.
Colquhoun nacque a Shillong, nel Bengala orientale, nell'India britannica, ma crebbe nel Regno Unito. Dopo aver studiato alla Slade School of Art, visse brevemente a Parigi, prima di tornare a Londra. Trascorse l'ultima parte della sua vita in Cornovaglia, dove morì nel 1988.

## Biografia
Margaret Ithell Colquhoun nacque a Shillong, nella provincia del Bengala orientale e Assam, nell'India britannica, figlia di Henry Archibald Colebrooke Colquhoun e Georgia Frances Ithell Manley, due funzionari britannici. Colquhoun studiò a Rodwell, vicino a Weymouth, nel Dorset, prima di frequentare il Cheltenham Ladies' College. Si interessò all'occultismo all'età di 17 anni, dopo aver letto Abbey of Thelema di Aleister Crowley. Colquhoun ottenne l'ammissione alla Slade School of Art di Londra nell'ottobre 1927 ed ebbe come insegnanti Henry Tonks e Randolph Schwabe. Mentre era alla Slade, si unì alla Quest Society di G.R.S. Mead e nel 1930 pubblicò il suo primo articolo, "The Prose of Alchemy", nella rivista dell'associazione. Nel 1929, Colquhoun ricevette lo Slade's Summer Composition Prize per il suo dipinto Judith Showing the Head of Holofernes ("Giuditta mostra la testa di Oloferne") e nel 1931 fu esposto alla Royal Academy. Nonostante i suoi studi alla Slade, Colquhoun fu principalmente un'artista autodidatta.
Nel 1931, dopo aver lasciato la Slade, Colquhoun si trasferì a Parigi, dove fondò uno studio. Lì fu introdotta al surrealismo,  leggendo il saggio di Peter Neagoe What is Surrealism?, e il suo interesse per il movimento si acuì nel 1936 quando assistette a una conferenza di Salvador Dalí all'Esposizione Internazionale del Surrealismo a Londra.
La prima mostra personale di Colquhoun fu alla Cheltenham Art Gallery nel 1936, a cui seguì nello stesso anno una mostra personale alla Fine Art Society di Londra. Nel 1937 entrò a far parte della Artists' International Association, e alla fine degli anni '30 divenne sempre più associata al movimento surrealista in Gran Bretagna, scrivendo tre articoli per il London Bulletin nel 1938 e nel 1939, facendo visita ad André Breton a Parigi nel 1939, e nello stesso anno unendosi al British Surrealist Group. Sempre nel 1939 espose con Roland Penrose alla Mayor Gallery, esponendo 14 dipinti ad olio e due oggetti.
Dopo solo un anno come membro del British Surrealist Group, Colquhoun fu espulsa nel 1940, a causa del suo rifiuto di soddisfare le richieste di E.L.T. Mesens che i surrealisti non dovessero essere membri di nessun altro gruppo, cosa che Colquhoun riteneva avrebbe interferito con i suoi studi sull'occultismo. Ciò portò all'esclusione di Colquhoun da altre mostre organizzate dai surrealisti britannici, ma ella continuò a lavorare secondo i principi surrealisti.
Nel 1940 Colquhoun incontrò a Londra l'artista e critico italiano di origine russa Toni del Renzio. Sebbene inizialmente sembri che Renzio avesse fatto una recensione negativa sull'arte di Colquhoun quando aveva visto il suo lavoro esposto alla mostra dell'A.I.A. nel marzo di quell'anno, in seguito scrisse una lettera a Conroy Maddox dichiarando di trovarla «essenzialmente una mistica, quindi individualista, consapevole di essendo un'artista, ansiosa di esporre». Si sposarono nel 1943. Il loro studio a Bedford Park, Londra, secondo Ratcliffe, divenne una casa aperta per amici, altri artisti e persone che la pensavano allo stesso modo. Il matrimonio in seguito divenne un'unione infelice e Matthew Gale scrisse che avevano «divorziato aspramente» nel 1947.
Dal 1945 Colquhoun visse e lavorò a Parkhill Road, Hampstead. Nel 1946, Colquhoun acquistò uno studio vicino a Penzance in Cornovaglia e divise il suo tempo tra lì e Londra; nel 1957 si trasferì a Paul, in Cornovaglia. Tenne mostre personali nel 1947 alla Mayor Gallery, nel 1972 all'Exeter Museum and Art Gallery e nel 1976 alla Newlyn Orion Gallery.
Rimase in Cornovaglia fino alla propria morte, avvenuta l'11 aprile 1988. Lasciò i diritti delle sue opere all'associazione caritatevole The Samaritans, il suo lavoro sull'occulto alla Tate e le altre sue opere al National Trust. Nel 2019, la Tate acquisì le partecipazioni del National Trust sulle opere di Colquhoun.

## Arte
Sebbene sia stata formalmente coinvolta nel movimento surrealista in Inghilterra solo per alcuni anni, Colquhoun si è guadagnata la reputazione di surrealista e si è identificata come surrealista per il resto della sua vita. Ha usato molte tecniche automatiche, che sono state descritte nel primo manifesto surrealista di André Breton come una caratteristica distintiva del movimento, e ha inventato lei stessa diverse tecniche automatiche.
Colquhoun ha avuto un precoce interesse per la biologia, e gli studi su piante e fiori sono stati un tema ricorrente nella sua arte nel corso della sua vita. Molti dei suoi primi taccuini contenevano disegni di piante molto dettagliati, e i suoi primi lavori includevano una serie di immagini ingrandite di flora, che occupavano l'intera tela e dipinte quasi con fotorealismo.
Il lavoro di Colquhoun ha anche esplorato spesso tematiche di sesso e genere. I suoi primi dipinti ritraggono spesso donne potenti di miti e storie bibliche, come "Giuditta che mostra la testa di Oloferne" (Judith Showing the Head of Holofernes) del 1929 e "Susanna e gli anziani" (Susanna and the Elders) del 1930 – entrambi probabili omaggi alle opere di Artemisia Gentileschi sugli stessi temi. Dawn Ades vede il trattamento del genere da parte di Colquhoun come una risposta ai temi maschili e patriarcali nell'arte di altri surrealisti – per esempio, dove altri surrealisti disegnavano paesaggi come donne, Gouffres Amers 1939 di Colquhoun mostra un corpo maschile come paesaggio.
Stilisticamente, alcune sue opere sono state descritte come «macabre» e «sinistre». Nel 1939 crea l'opera Tepid Waters (Rivières Tièdes) che viene esposta alla sua mostra personale alla Mayor Gallery dello stesso anno. L'opera aveva un contenuto politico, riferendosi alla guerra civile spagnola.
Negli anni '40 Colquhoun iniziò a creare opere che esplorassero i temi della coscienza e del subconscio. Il suo interesse per la psicologia e i sogni la collegava anche al movimento surrealista. I suoi dipinti di questo filone sono caratterizzati da una forte simbologia genitale e sessuale di stampo freudiano, come Gorgon (1948).
Utilizzò una vasta gamma di materiali e metodi, come decalcomania, fumage, frottage e collage. Colquhoun andò oltre, sviluppando nuove tecniche come il superautomatismo, la stillomanzia, il parsemage e la grafomania entottica, scrivendone nel suo articolo "The Mantic Stain".
Tre opere che spiccano nel corso degli anni Quaranta sono The Pine Family, che tratta di smembramento e castrazione, A Visitation che mostra un cuore piatto con fasci di luce multicolori, e Dreaming Leaps, un omaggio a Sonia Araquistain.
Per tutti gli anni '60 e '70, Colquhoun rivolse la sua attenzione ai collage piuttosto che alla pittura.

## Opere letterarie
Colquhoun fu anche una scrittrice. Tra il 1942 e il 1944 tenne numerose letture di poesie all'International Arts Centre di Londra, evento organizzato dal suo ex marito. Nel 1955 pubblicò The Crying of the Wind, un diario di viaggio contenente alcuni passaggi stilisticamente surreali sui suoi viaggi in Irlanda e sull'interesse per la storia celtica. Nel 1961 fu pubblicato il suo libro The Goose of Hermogenes. Scritto in una narrativa in prima persona, l'opera letteraria è stata descritta da Paul C. Ray come un testo che «racconta incontri di casualità oggettiva con i relativi shock di riconoscimento: gli incontri per produrre il loro effetto devono essere vissuti».
Negli anni '80, la storica dell'arte Dawn Adès descrisse le sue prime opere letterarie come «resoconti di sogni in cui un flusso di fantasia narrativa sostituisce le sorprendenti giustapposizioni di immagini nei testi automatici surrealisti».
Pubblicò poesie (Grimoire of the Entangled Thicket, 1973; Ozmazone, 1983) e racconti dei suoi viaggi in Irlanda e Cornovaglia. Colquhoun pubblicò anche una serie di scritti critici e prose automatiche sul London Bulletin, oltre a saggi sull'automatismo come "The Mantic Stain". Il pezzo discuteva dell'automatismo nel contesto britannico, portandola all'inizio degli anni '50 a tenere una serie di conferenze in istituzioni quali la Oxford Art Society, la Cambridge Art Society e il Working Men's Institute.
Nel 1953, apparve nel programma televisivo della BBC Fantastic Art.

## Accoglienza ed eredità
Colquhoun si guadagnò presto una reputazione all'interno del movimento surrealista britannico, anche se negli anni successivi divenne meglio conosciuta come occultista.
Sebbene inizialmente acclamata, gli storici dell'arte hanno notato che la reputazione di Colquhoun ha sofferto durante la guerra, un periodo in cui i surrealisti britannici come E.L.T. Mesens hanno scritto un pamphlet contro il suo ex marito, Toni del Renzio.
Una recensione di una sua mostra del 1973 a Penzance affermava:
Sebbene il suo lavoro sia stato ampiamente discusso in termini di connessione con il surrealismo, Colquhoun a volte ha affermato la sua indipendenza dal movimento. Nel 1939, lo stesso anno in cui entrò a far parte del gruppo dei surrealisti inglesi, si descrisse come una «artista indipendente» in una recensione per il London Bulletin.
Nel 2012, la studiosa Amy Hale ha osservato che Colquhoun «sta venendo riconosciuta come una delle pensatrice e artiste esoteriche più interessanti e prolifiche del ventesimo secolo». Hale ha osservato che attraverso il lavoro di Colquhoun «possiamo vedere un'interazione di temi e movimenti che caratterizza la traiettoria di alcune sottoculture britanniche che vanno dal surrealismo al movimento Earth Mysteries e ci offre anche una rara visione dei pensieri e dei processi di una maga all'opera.»
Alla sua morte, Colquhoun lasciò i suoi lavori nel campo dell'occulto alla Tate e gli altri suoi beni artistici al National Trust. Nel 2019 fu annunciato che oltre 5.000 suoi disegni, schizzi e opere d'arte commerciali erano stati trasferiti dal National Trust alla Tate.

## Mostre
Una retrospettiva del suo lavoro si tenne alla Newlyn Orion Gallery nel 1976, che mostrava un gran numero di collage, molti dei quali secondo Ratcliffe erano ispirati ai collage di Kurt Schwitters.
Nel 2020, il lavoro di Colquhoun è stato presentato nella mostra British Surrealism alla Dulwich Picture Gallery. Nel 2021, sue opere sono state esposte nella mostra Phantoms of Surrealism alla Whitechapel Art Gallery, nella mostra Unsettling Landscapes al St Barbe Museum & Art Gallery, e sono state al centro di una mostra alla Unit London, Song of Songs.
Nel 2022, sue opere sono state inserite nella mostra tematica La culla della strega nell'ambito della 59ª Biennale di Venezia.